# The Swings
The Swings je české pánské vokální kvarteto, které vzniklo v roce 1991. U zrodu kvarteta stál kapelník, zpěvák a trumpetista Karel Majer. Dnes (2020) soubor vede Petr Hanzlík. 
The Swings se zaměřují hlavně na hudbu tzv. zlaté éry swingu a charakterově reprezentují zvukovou tradici amerických vokálních těles (jak sami členové říkají, nejblíže mají hlavně k The Mills Brothers, Golden Gate Quartett, The Modernaires či Manhattan Transfer, The Ink Spots aj.). 

## Spolupráce
The Swings hraje obvykle ve 2 složeních:
1. Malé (komorní) složení, tzn. pouze kvarteto, (kde vedle zpěvu) Petr Jindra hraje na akustickou kytaru, Pavel Švestka na housle či foukací harmoniku, Petr Hanzlík hvízdá. V některých skladbách se též objevují tzv. hubotrubky.
2. Velké složení, kde kromě kvartetu účinkují také nástroje.

Úzce spolupracovali s mnoha renomovanými současnými českými jazzovými a swingovými umělci (Ondřej Havelka a jeho Melody Makers, X-tet (Vít Fiala), Sestry Havelkovy, Ferdinand Havlík, Juraj Bartoš

## Obsazení tělesa v průběhu doby
- Karel Majer – zpěv, trubka, kapelník
- Petr Hanzlík – zpěv (II. bas), kapelník
- Luboš Krtička – zpěv
- Pavel Borovka – zpěv (I. tenor)
- Jan Vopička – zpěv (I. bas)
- Jan Grosman – zpěv (II. tenor)
- Tomáš Mandlík – zpěv (I. tenor)
- Petr Jindra – zpěv (II. tenor), kytara
- Pavel Švestka – zpěv (I. bas), housle, foukací harmonika
- Vít Vomáčka – zpěv (I. tenor)
- Jiří Hruška – zpěv (I. tenor)
- Jakub Majer – zpěv

## Umělecká činnost
Vokální kvarteto The Swings vydalo svá CD:
- Sen bez konce (Radioservis 2012)
- Já bych si rád najal dům (Rent Party Blues) (WM 2003)
- Java Jive (WM 2000)
- Pocta Georgi Gershwinovi (EMI 1999)
- Mě to tady nebaví (EMI 1997)
- OH uvádí The Swings (EMI 1995)

Dále nazpívalo českou verzi ke kresleným filmů studia Walta Disneye Slon Dumbo a Peter Pan.